# Kajar (Gunem)
Kajar is een bestuurslaag in het regentschap Rembang van de provincie Midden-Java, Indonesië. Kajar telt 1297 inwoners (volkstelling 2010).